# نصف‌النهار ۷۲ درجه شرقی
نصف‌النهار ۷۲ درجه شرقی ۷۲مین نصف‌النهار شرقی از گرینویچ است که از لحاظ زمانی ۴ساعت و ۴۸دقیقه با گرینویچ اختلاف زمانی دارد.
این نصف‌النهار از قطب شمال شروع و از مناطق زیر گذشته و به قطب جنوب ختم می‌شود.
- روسیه
- اقیانوس هند